# Bayan ko: Kapit sa patalim
Bayan ko: Kapit sa patalim, ou apenas Bayan ko,  é um filme de drama franco-filipino de 1984 dirigido por Lino Brocka.
Foi selecionado como representante das Filipinas à edição do Oscar 1985, organizada pela Academia de Artes e Ciências Cinematográficas.[carece de fontes?]

## Elenco
- Phillip Salvador - Arturo
- Gina Alajar - Luz Manalastas
- Carmi Martin - Carla
- Claudia Zobel - Dhalie
- Raoul Aragon - Lando
- Paquito Diaz - Hugo
- Rez Cortez - Echas
- Lorli Villanueva - Mrs. Lim
- Ariosto Reyes Jr. - Willie
- Mona Lisa
- Lucita Soriano
- Venchito Galvez
- Bey Vito
- Nomer Son - Mr. Lim
- Joe Taruc